# 針ヶ別所村
針ヶ別所村（はりがべっしょむら）は奈良県北東部、山辺郡に属していた村。現在は奈良市の東部。

## 歴史
- 1889年（明治22年）4月1日 - 町村制の施行により、山辺郡の針ヶ別所村、小倉村、上深川村、下深川村、荻村、馬場村が合併し針ヶ別所村が成立。
- 1955年（昭和30年）1月1日 - 都介野村と合併し、都祁村が発足。同日針ヶ別所村消滅。